# Сестрорецк (миноносец)
«Сестрорецк» (с 8 апреля 1895 — № 104) — миноносец Балтийского флота.

## Постройка и служба
Заказан в рамках программы 1882 года наряду с «Перновым». Заложен в 1892 году, вступил в строй в конце 1894 года. На испытаниях 3 мая показал среднюю скорость 24,29 узлов при контрактной 23 узла. Отличался высокой надёжностью; по отзыву С. О. Макарова, машина «Сестрорецка» была единственной среди прочих миноносцев находящейся «всегда в полной исправности».
В 1909 году миноносец был переклассифицирован в посыльное судно и вскоре прошёл ремонт в Свеаборге. Участвовал в Первой мировой войне. В 1918 году № 104 был захвачен германскими войсками в Або. По условиям Юрьевского договора подлежал возврату РСФСР, но был продан финнам на слом.

## Командиры
- 1894 — Лозинский, Александр Григорьевич — капитан I ранга, убит мятежниками в ночь на 20 июля 1906 года на крейсере «Память Азова», похоронен на Митрофановском кладбище в Санкт-Петербурге[2].